# 조선로동당 선전선동부

조선로동당의 구조

조선로동당 선전선동부(朝鮮勞動黨宣傳煽動部)는 조선민주주의인민공화국 조선로동당의 중앙위원회 비서국에 속하는 선전 선동 기관이다. 조선로동당의 영도적 역할은 당 생활 지도와 당 정책 지도로 구분되고, 당 생활 지도는 다시 조직 생활 지도와 사상 생활 지도로 나뉜다. 이 중 당 사상 생활 지도를 담당한다. 조선로동당 조직지도부와 함께 조선로동당의 핵심 전문 부서이다.

## 주요 업무
- 선전활동사업 총괄 지도
- 사상교육 및 출판물 통제
- 국내외 출판물 검열

## 지도부
- 부장: 주창일
  - 제1부부장: 리영식, 김여정

## 같이 보기
- 조선민주주의인민공화국의 검열
- 조선민주주의인민공화국의 신문
- 조선로동당 39호실
- 조선민주주의인민공화국의 텔레비전